# مرضیه نیکخواه
مرضیه نیکخواه (زاده ۴ آذر ۱۳۷۱ در همدان) بازیکن فوتبال اهل ایران است که در پست هافبک برای باشگاه فوتبال زنان سپاهان و تیم ملی فوتبال ایران بازی می‌کند.